# HMS Cumberland (57)
«Камберленд» (57) (англ. HMS Cumberland (57) — військовий корабель, важкий крейсер типу «Каунті» підкласу «Кент» Королівського військово-морського флоту Великої Британії за часів Другої світової війни.
Важкий крейсер «Камберленд» узяв активну участь у бойових діях на морі в Другій світовій війні, бився в Атлантиці, біля берегів Англії, Африки та в Індійському і Тихому океанах біля берегів Голландської Ост-Індії й Бірми, супроводжував арктичні конвої. За проявлену мужність та стійкість у боях бойовий корабель заохочений чотирма бойовими відзнаками.

## Історія створення
Крейсер «Камберленд» був закладений 18 жовтня 1924 року на верфі компанії Vickers-Armstrongs, Барроу-ін-Фернес. 16 березня 1926 року корабель спущений на воду, а 23 лютого 1928 року увійшов до складу Королівських ВМС Великої Британії.

## Історія служби

### Передвоєнні часи
«Камберленд» служив у 5-й крейсерській ескадрі на Китайській станції з 1928 до 1938 року, з перервою у 1935 році на ремонт. У 1938 році переведений до 2-ї крейсерської ескадри Південноамериканської станції.

### 1939
З початком Другої світової війни «Камберленд» з комодором Генрі Гарвудом на чолі переведений флагманом Південноамериканського з'єднання британського флоту. 11 вересня 1939 року крейсер прибув до Ріо-де-Жанейро, поблизу якого розвідувальний літак помітив німецький лінкор «Адмірал граф Шпее» з танкером Altmark, однак кораблі противника відірвались від переслідування. Надалі крейсер виконував завдання з патрулювання південноатлантичних вод, 25 вересня до нього приєднались крейсер «Нептун» та есмінці «Хантер» і «Гіперіон».
2 грудня вийшов у патруль між Ла-Платою та Фолклендськими островами, разом з «Аякс» перехопили та затопили німецьке судно SS Ussukuma. 12 числа через проблеми з рушійною установкою прибув до Порт-Стенлі на частковий ремонт.
13 грудня 1939 року важкий крейсер «Ексетер» разом із двома легкими крейсерами класу «Ліндер» — «Аякс» і «Ахіллес» без участі «Камберленда», вступили у бій з німецьким «кишеньковим» лінкором «Адмірал граф Шпее» у битві біля Ла-Плати. «Ексетер» обстрілював лінкор з одного борту, «Аякс» і «Ахіллес» — з другого. Бій закінчився втечею німецького корабля. У цій битві «Ексетер» отримав сім влучень німецьких 283-мм фугасних снарядів і окрім того, значні осколкові пошкодження.
«Камберленд» не брав участі в бою, отримавши повідомлення про битву негайно вирушив до місця події, але прибув до гирла річки Ла-Плата тільки о 22:00 14 грудня. «Адмірал граф Шпее» переховувався у водах нейтрального Монтевідео, доки «Камберленд» з «Аяксом» і «Ахіллесом» курсували навколо гирла річки («Ексетер», який зазнав уражень, відступив на Фолкленди до Порт-Стенлі). 17 грудня німецький рейдер був затоплений своєю командою, а командир лінкора капітан-цур-зее Ганс Лангдорф покінчив життя самогубством, застрелившись 20 числа.

### 1940
У січні 1940 року «Камберленд» прибув на ремонт до Саймонстауна у Південній Африці, де перебував до березня. 1 березня важкий крейсер «Камберленд» вийшов до Фрітауна, і з цього часу продовжував виконання завдань у південній частині Атлантичного океану, ескортував перевезення австралійських та новозеландських військ до Англії.
У липні 1940 року він очолював супровід конвою WS 1, який перевозив на океанських лайнерах «Квін Мері», «Аквітанія» та «Мавританія» 10 000 британських солдатів з Британських островів до Фрітауна, далі до Кейптауна й до Цейлону.

### 1942
26 червня 1942 року «Камберленд» включений до складу сил далекого ескорту конвою PQ 17, який прямував з Ісландії до Архангельська, а згодом повертався з конвоєм QP 13 до Рейк'явіка. 4 липня Адміралтейство отримало повідомлення про вихід у море лінкора «Тірпіц» і перший морський лорд адмірал флоту Д.Паунд віддав наказ «Конвою розсіятися!», а супроводжуючі конвой бойові кораблі відкликали для перехоплення «Тірпіца», усі транспортні судна кинули напризволяще. Як з'ясувалося згодом, інформація про вихід німецького лінкора виявилася неточною, тоді як конвой, залишений без захисту, став легкою здобиччю німецьких підводних човнів і торпедоносців. Як наслідок, 22 транспорти та 2 допоміжних судна із складу конвою були потоплені.
14 вересня 1942 року «Камберленд» включили до ескорту конвою PQ 18, що доставляв за програмами ленд-лізу озброєння, військову техніку і важливі матеріали та майно до Радянського Союзу.
16 вересня важкий крейсер входив до головних сил флоту, які супроводжували конвой QP 14, що повертався з СРСР до Лох-Ю у Шотландії. 65 бойових кораблів супроводжували невеличкий транспортний конвой з 17 суден.

### 1944
25 липня 1944 року «Камберленд» входив до складу ескортної групи британського флоту, що під командуванням адмірала Джеймса Сомервілля проводила операцію «Кримзон», метою якої було завдавання повітряних ударів по японських аеродромах в окупованих індонезійських містах Сабанг, Лхокнга та Кутараджа, що здійснювалося палубною авіацією з авіаносців в Індійському океані.
У серпні 1944 року важкий крейсер забезпечував разом з іншими кораблями британського флоту прикриття авіаносної групи, що здійснювала повітряні напади на Еммагавен і Індарунг, у вересні — Сіглі (острів Суматра), у жовтні — Нікобарських островів, у грудні — Белаван (острів Суматра).

### 1945
28 квітня 1945 року 63-я оперативна група бойових кораблів союзників вийшла до Андаманських та Нікобарських островів для зачищення прилеглих акваторій від японських надводних сил.